# Port-le-Grand
Port-le-Grand és un municipi francès situat al departament del Somme i a la regió dels Alts de França. L'any 2007 tenia 300 habitants.

## Demografia

### Població

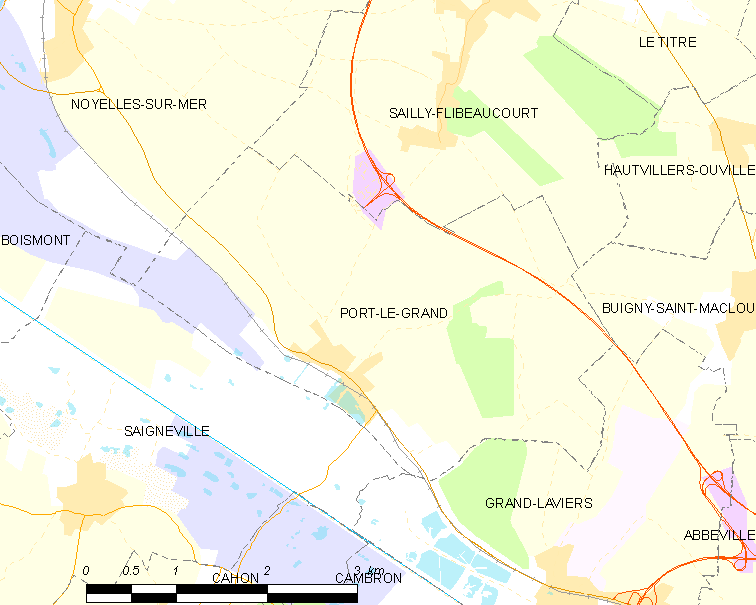

El 2007 la població de fet de Port-le-Grand era de 300 persones. Hi havia 116 famílies de les quals 20 eren unipersonals (8 homes vivint sols i 12 dones vivint soles), 48 parelles sense fills i 48 parelles amb fills.
La població ha evolucionat segons el següent gràfic:
Habitants censats

### Habitatges

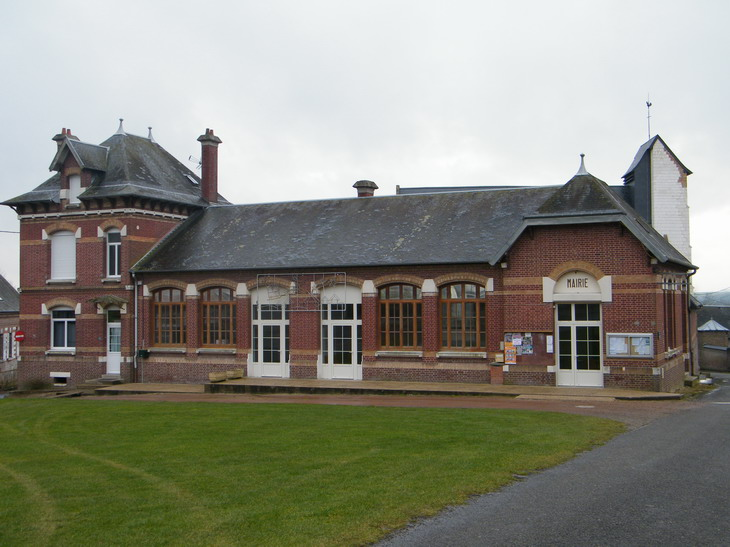

El 2007 hi havia 126 habitatges, 112 eren l'habitatge principal de la família, 7 eren segones residències i 7 estaven desocupats. 121 eren cases i 5 eren apartaments. Dels 112 habitatges principals, 93 estaven ocupats pels seus propietaris, 16 estaven llogats i ocupats pels llogaters i 3 estaven cedits a títol gratuït; 1 tenia una cambra, 5 en tenien dues, 7 en tenien tres, 34 en tenien quatre i 66 en tenien cinc o més. 79 habitatges disposaven pel capbaix d'una plaça de pàrquing. A 44 habitatges hi havia un automòbil i a 55 n'hi havia dos o més.

### Piràmide de població
La piràmide de població per edats i sexe el 2009 era:
| Homes | Edats   | Dones |
| ----- | ------- | ----- |
| 0     | 95 o +  | 0     |
| 0     | 90 a 94 | 0     |
| 0     | 85 a 89 | 4     |
| 0     | 80 a 84 | 0     |
| 4     | 75 a 79 | 8     |
| 4     | 70 a 74 | 4     |
| 16    | 65 a 69 | 4     |
| 4     | 60 a 64 | 8     |
| 0     | 55 a 59 | 4     |
| 4     | 50 a 54 | 0     |
| 0     | 45 a 49 | 8     |
| 36    | 40 a 44 | 20    |
| 8     | 35 a 39 | 12    |
| 12    | 30 a 34 | 8     |
| 12    | 25 a 29 | 20    |
| 4     | 20 a 24 | 4     |
| 8     | 15 a 19 | 16    |
| 16    | 10 a 14 | 12    |
| 16    | 5 a 9   | 4     |
| 4     | 0 a 4   | 16    |

## Economia

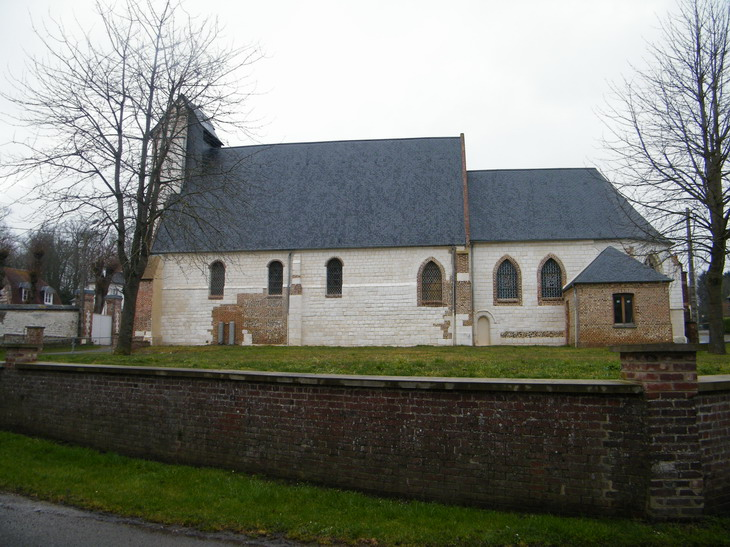

El 2007 la població en edat de treballar era de 191 persones, 131 eren actives i 60 eren inactives. De les 131 persones actives 116 estaven ocupades (69 homes i 47 dones) i 15 estaven aturades (8 homes i 7 dones). De les 60 persones inactives 17 estaven jubilades, 16 estaven estudiant i 27 estaven classificades com a «altres inactius».

### Ingressos

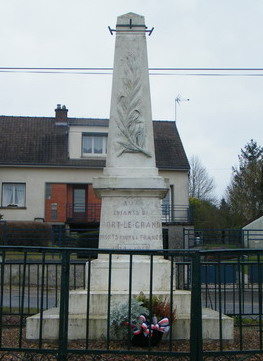

El 2009 a Port-le-Grand hi havia 109 unitats fiscals que integraven 276 persones, la mediana anual d'ingressos fiscals per persona era de 16.693,5 €.

### Activitats econòmiques
Dels 7 establiments que hi havia el 2007, 1 era d'una empresa de construcció, 1 d'una empresa de comerç i reparació d'automòbils, 1 d'una empresa de transport, 1 d'una empresa d'hostatgeria i restauració, 2 d'empreses immobiliàries i 1 d'una entitat de l'administració pública.
L'únic servei als particulars que hi havia el 2009 era una lampisteria.
L'any 2000 a Port-le-Grand hi havia 5 explotacions agrícoles.

## Poblacions més properes
El següent diagrama mostra les poblacions més properes.